# Корн, Артур (изобретатель)
Артур Корн (20 мая 1870, Бреслау — 21/22 декабря 1945, Джерси-Сити) — немецкий физик, математик и изобретатель, с еврейскими корнями. Он разработал технологию фотоэлектрического сканирования изображения, лёгшую в основу факсовых аппаратов.
Корн изучал математику и физику во Фрайбурге, затем в Лейпциге с 1886 года, где он защитил диссертацию и получил докторскую степень в 1890 году у Эйльхарда Видемана и Карла Готфрида Неймана.
В связи с еврейским происхождением, он был уволен со своей должности германскими национал-социалистами в 1933 году. Он эмигрировал в США со своей семьей через Мексику в 1939 году и до самой смерти жил и работал в Нью-Джерси.
17 октября 1906 года он передал фотографию германского наследного принца Вильгельма на расстояние 1800 км. На конференции 1913 года в Вене Корн продемонстрировал первую успешную визуальную телеграфную передачу кинематографической записи. Под пристальным вниманием средств массовой информации в 1923 году он успешно передал изображение Папы Пия XI через Атлантический океан, из Рима в Бар-Харбор, штат Мэн.

## Работы
- Elektrische Fernphotographie und Ähnliches. Verlag von S.Hirzel, Leipzig, 2.Auflage, 1907
- Ueber Molecular-Funktion (1897)
- Lehrbuch der Potentialtheorie (Berlin, 1899—1901)
- Freie und erzwungene Schwingungen (1910)
- Handbuch der Phototelegraphie (1911)
- Bildrundfunk with Eugen Nesper (1926)